# Puzzle Bobble
Puzzle Bobble (パズルボブル, en japonais), aussi appelée Bust-a-Move en occident, est une série de jeu de puzzle développée par la société japonaise Taito, apparue en 1994 et initialement éditée sur borne d'arcade.

## Concept de jeu

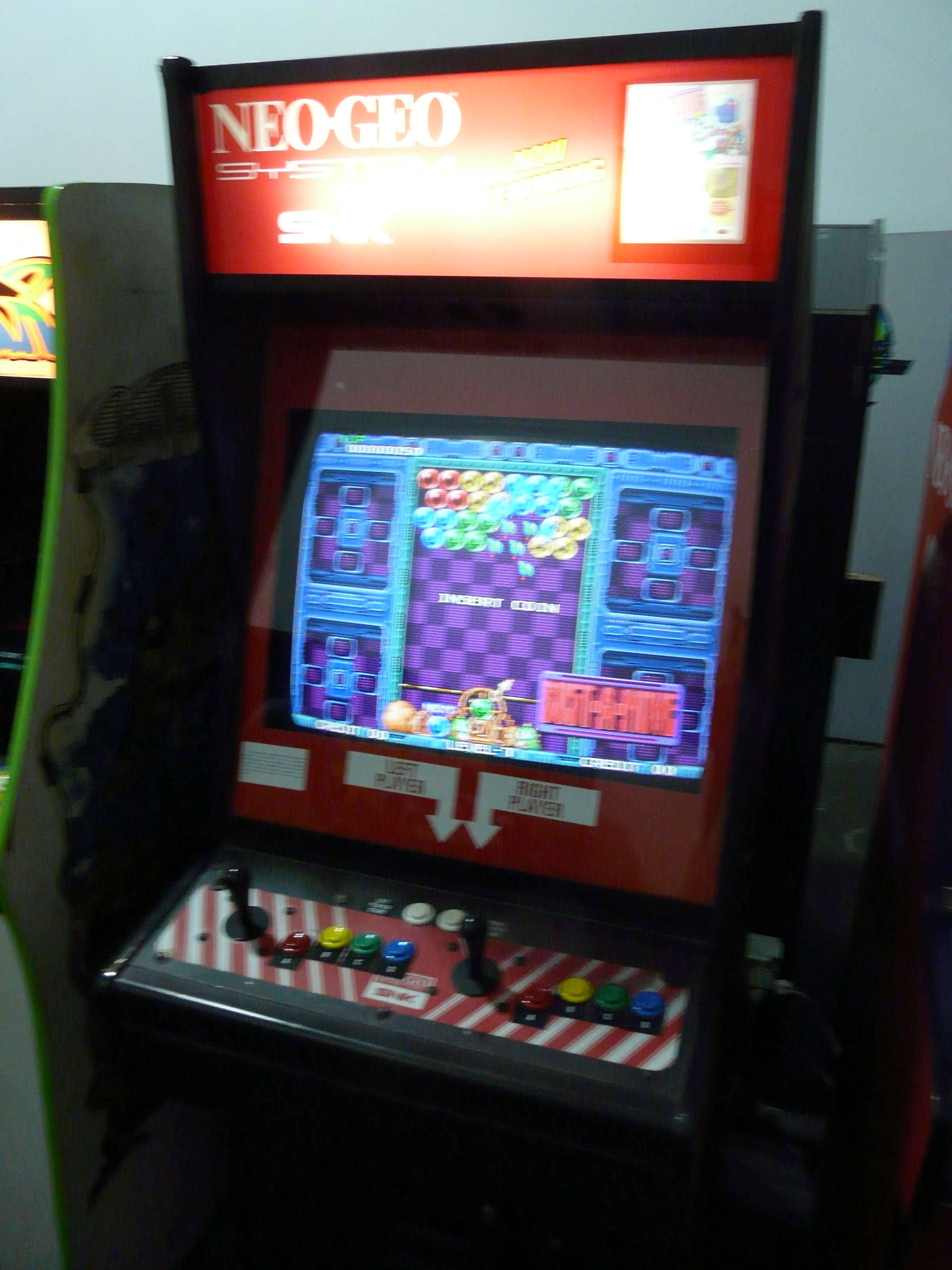
Une borne de Puzzle Bobble (Bust-a-Move).

Le joueur lance des bulles de couleur en choisissant leur angle de départ. Lorsqu'au moins trois bulles de couleur identique se retrouvent contiguës, elles explosent, libérant l'espace qu'elles occupaient, et laissant tomber dans le vide les autres bulles qui leur étaient éventuellement accrochées. Le but du jeu est d'éviter que trop de bulles ne s'accumulent et dépassent une limite en bas de l'écran. Régulièrement, une rangée de bulles s'ajoute en haut de l'écran ; de plus, le joueur ne dispose que d'un temps limité pour orienter ses tirs, au-delà duquel la bulle en cours est lancée de force.
Puzzle Bobble / Bust-a-Move reprend des personnages populaires de la Bubble Bobble, notamment les petits dragons vert et bleu cracheurs de bulles. Les Bubble Bobble sont des jeux de plates-formes et n'ont donc rien en commun du point de vue du gameplay avec les Puzzle Bubble.

## La série
La série Puzzle Bobble comprend cinq épisodes principaux en arcade, portés sur différents supports familiaux ainsi que des épisodes indépendants directement sortis sur consoles de jeu.
Aux États-Unis, tous les épisodes de la série ont été renommés en Bust-a-Move. En Europe, le premier épisode est sorti sous le titre original. Bien que la dénomination américaine ait ensuite été reprise, le titre original, Puzzle Bobble, celui sous lequel la série a été popularisé, demeure généralement le plus utilisé par les joueurs européens. Par commodité, toutes les versions originellement sorties sur borne d'arcade (et leurs adaptations) sont donc ici nommées selon le titre original. Les versions uniquement sorties sur consoles, plus récentes, sont elles nommées selon leur titre européen.

### Les jeux d'arcade
- 1994 - Puzzle Bobble
- 1995 - Puzzle Bobble 2
- 1996 - Puzzle Bobble 3
- 1998 - Puzzle Bobble 4
- 1999 - Super Puzzle Bobble

Le 1er épisode est sorti en 1995 sur 3DO, Neo-Geo MVS, Neo Geo CD, Super Nintendo, Windows et Game Gear. Le 2d épisode a été adapté en 1996 sur PlayStation, Saturn puis Nintendo 64, Windows et Game Boy sous le titre occidental : Bust-a-Move 2: Arcade Edition. La version Neo-Geo MVS a été commercialisé en 1999 et une déclinaison sur Neo-Geo Pocket Color est sorti la même année : Puzzle Bobble Mini. Le 3e épisode fut adapté sur Saturn en 1997. Une version remaniée du jeu est sortie l'année suivante sur Nintendo 64, PlayStation et Game Boy sous le titre occidental Bust-a-Move 3 DX. Le 4e épisode fut porté sur Dreamcast, PlayStation, Windows et Game Boy Color à partir de 1999. Enfin, Super Puzzle Bobble fut adapté sur PlayStation et Game Boy Advance en 2000.
Un spin-off mariant le concept de jeu à l'univers du manga Azumanga daioh a également vu le jour en salle d'arcade en 2002 : Azumanga Daioh Puzzle Bobble.

### Les jeux sur consoles
- 1994 - Puzzle Bobble - Neo-Geo MVS & Neo-Geo CD & Super Nintendo
- 1997 - Bust-a-Move 3 - PlayStation & Nintendo 64 & Game Boy
- 1999 - Bust-a-Move 2 - Neo-Geo AES & Game Boy & PlayStation & Saturn & Nintendo 64
- 1999 - Bust-a-Move 4 - PlayStation & Game Boy Color & Dreamcast
- 1999 - Bust-a-Move Pocket - Neo-Geo Pocket Color
- 2001 - Super Bust-a-Move - PlayStation 2 & Game Boy Advance
- 2002 - Bust-a-Move Millennium - Game Boy Color
- 2002 - Super Bust-a-Move 2 - PlayStation 2
- 2003 - Super Bust-a-Move All Stars - GameCube
- 2003 - Bust-a-Move VS - N-Gage
- 2004 - Puzzle Bobble Pocket - PlayStation Portable (au Japon uniquement)
- 2004 - Ultra Bust-a-Move - Xbox
- 2006 - Bust-a-Move Ghost - PlayStation Portable
- 2006 - Bust-a-Move Bash! - Wii
- 2007 - Bust-a-Move DS - Nintendo DS
- 2009 - Puzzle Bobble Galaxy - Nintendo DS
- 2009 - Bust-a-Move Plus! - Wii (WiiWare)
- 2009 - Bust-a-Move Live! - Xbox 360 (Xbox Live)
- 2010 - Puzzle Bobble - iPhone
- 2011 - New Puzzle Bobble - iPhone
- 2011 - Puzzle Bobble Universe - Nintendo 3DS
- 2017 - Puzzle Bobble Journey - iOS & Android
- 2021 - Puzzle Bobble 3D: Vacation Odyssey - Playstation 3 & Playstation 4
- 2023 - Puzzle Bobble Everybubble! - Nintendo Switch